# Stylatula polyzoidea
Stylatula polyzoidea är en korallart som beskrevs av Zamponi och Perez 1997. Stylatula polyzoidea ingår i släktet Stylatula och familjen Virgulariidae. Inga underarter finns listade i Catalogue of Life.